# وال ای (موسیقی متن)
موسیقی متن فیلم وال ای یا وال-ئی (انگلیسی: WALL-E Original Motion Picture Soundtrack) آلبوم موسیقی متن فیلم مشترک دیزنی - پیکسار در سال ۲۰۰۸ به همین نام است که توسط توماس نیومن آهنگسازی و رهبری شده است. وال-ئی دومین فیلم پیکسار است که توسط توماس نیومن پس از در جستجوی نمو (۲۰۰۳) ساخته شده است. همچنین این دومین فیلم پیکسار بود که توسط رندی نیومن یا مایکل جیاکینو تهیه نشد. این اثر که توسط والت دیزنی رکوردز در ۲۴ ژوئن ۲۰۰۸ منتشر شد، عمدتاً توسط توماس نیومن ساخته شد و ارکستراسیون آن به کارل جانسون، جی سی ردفورد، توماس پاساتیری، و گری کی توماس نسبت داده شده است. نیومن قبلاً فیلم در جستجوی نمو را زده بود و بیشتر فیلم‌های دیگر پیکسار توسط پسر عموی نیومن، رندی، مایکل جیاکینو یا پاتریک دویل تهیه شده‌اند.
موسیقی متن شامل گزیده‌هایی از "لباس‌های یکشنبه خود را بپوش" و "این فقط یک لحظه طول می‌کشد" (هر دو توسط مایکل کرافورد خوانده شده است) از موسیقی متن فیلم سلام، دالی! و همچنین یک آهنگ اصلی، " پایین به زمین " از پیتر گابریل تشکیل شده است. همچنین در این فیلم، اما نه در موسیقی متن، قطعات کلاسیک " چنین گفت زرتشت (اشتراوس) " و " دانوب آبی " که هر دو به خاطر حضورشان در : ادیسه فضایی (که یکی از تأثیرات بزرگ این فیلم بود، مشهور هستند) در فیلم هستند. فیلم). نه جلد اتا جیمز از آهنگ «سرانجام (ترانه)» و نه «Aquarela do Brasil»، که هر دو در تریلرهای نمایشی استفاده شده بودند، در قسمت پایانی فیلم یا در موسیقی متن استفاده نشدند.

## تیتراژ
- موسیقی متن اصلی توسط توماس نیومن ساخته و رهبری شده است
- تهیه کنندگی توماس نیومن و بیل برنشتاین
- ضبط و میکس توسط تامی ویکاری در The Village و Paramount Pictures Scoring Stage M
- ارکستر ضبط شده توسط آرمین اشتاینر در سونی پیکچرز استیج و نیومن اسکورینگ استیج-استودیو فاکس قرن بیستم
- دستیاران مهندس: گرگ هیز، کریس اونز، شین میازاوا، آدام میچالاک و تیم لابر
- ارکستراسیون توسط توماس پاساتیری، جی. ای. سی. ردفورد
- ارکستراسیون‌های اضافی توسط گری کی توماس و کارل جانسون
- تدوینگر موسیقی: بیل برنشتاین
- صدای دیجیتال: لری ماه
- پیمانکار موسیقی: لزلی موریس
- پیمانکار آواز: بابی پیج
- تهیه موسیقی: جولیان براتولیوبوف
- دستیار تدوینگر موسیقی: مایک زینر
- هماهنگی صوتی: جورج دویرینگ
- هماهنگی دیجیتال: ارنست لی
- جلوه‌های صوتی و طراحی صدا: بن برت
- آلبوم مسترینگ برنی گراندمن در برنی گراندمن مسترینگ
- تهیه‌کننده اجرایی موسیقی: کریس مونتان
- سرپرست موسیقی: تام مک دوگال
- مدیر تولید موسیقی: اندرو پیج
- امور تجاری موسیقی: دونا کول بروله
- هماهنگ‌کننده تولید موسیقی: اشلی چافین
- دستیاران تولید موسیقی: جیل آیورسون و سیوبهان سالیوان
- ناظر پس از تولید: پل سیچوکی

## جوایز و نامزدی
این موسیقی متن برنده دو جایزه گرمی شد: بهترین آهنگ نوشته شده برای فیلم سینمایی، تلویزیون یا رسانه‌های تصویری دیگر برای "پایین به زمین" و بهترین تنظیم ساز برای "Define Dancing". همچنین نامزد دریافت بهترین موسیقی متن آلبوم برای فیلم سینمایی، تلویزیون یا سایر رسانه‌های تصویری شد. علاوه بر این، موسیقی متن برای دو جایزه اسکار نامزد شد: بهترین موسیقی متن و بهترین آهنگ اورجینال برای "Down to Earth".